# (34527) 2000 SQ208
2000 SQ208 (asteroide 34527) é um asteroide da cintura principal. Possui uma excentricidade de 0.13050810 e uma inclinação de 1.92797º.
Este asteroide foi descoberto no dia 25 de setembro de 2000 por LINEAR em Socorro.